# Västerbottens-Kuriren

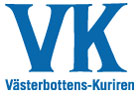
Логотип газеты.

Västerbottens-Kuriren («Вестерботтенский курьер», также известна как VK) — шведская газета, основанная в 1900 году. Издаётся в городе Умео. Газета освещает региональные новости Вестерботтена (за исключением муниципалитетов Мало, Норс и Шелефтеа), акцентируя особое внимание на её родном городе Умео, одновременно публикуя общенациональные и международные новости.
Штат газеты составляет 199 человек (по состоянию на 2012 год), тираж — 34700 экземпляров (по состоянию на 2010 год), по состоянию на 2013 год — 30800 экземпляров.

## Розен

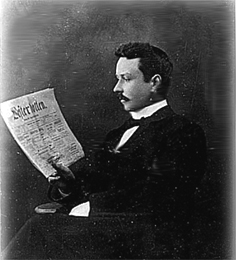
Густав Розен за чтением своей газеты.

VK опубликовала свой первый материал 17 мая 1900 года. Она быстро росла и стала крупнейшей газетой в Вестерботтене к 1903 году. Среди первых авторов-журналистов, связанных с газетой, была Астрид Веринг.
Густав Розен, который играл важную роль в истории Folkpartiet (либеральной народной партии) в Швеции, был её главным редактором до 1926 года, когда получил назначение министром обороны в первом кабинете Карла Густава Экмана. Его преемник Эрнст Гафвелин умер спустя шесть месяцев, после чего единственный сын Густава Розена, Стеллан Розен, занял должность редактора и издателя в возрасте 23 лет. Когда кабинет Экмана ушёл в отставку в сентябре 1928 года, Густав Розен вернулся в Умео. Сначала он стал политическим редактором VK, с 1931 года до своей смерти в 1942 году был губернатором провинции Вестерботтен. С 1931 по 1942 год политическим редактором газеты был Ханс-Кристер Рёнблом.

## Бэкстрём
В 1929 году Розен продал большинство своих акций владельцу строительной компании Бэкстрёму, который начал строить новое здание издательства в следующем году на Radhusesplanaden, 10 в центре Умео. Здание VK было завершено к концу 1930—1931 годов, в нём VK располагалась до 1988 года. В 1949 году VK стала первой газетой в Норлранде, которая наняла своего собственного фотокорреспондента, Гарри Линдвала, остававшегося в штате вплоть до своей отставки в 1985 году.
VK оставалась во владении семьи Бэкстрёма до 1971 года, ещё 15 лет после смерти Дж. М. Бэкстрема. После разногласий между отделением в Сундсвалле (которое хотело продать газету) и отделением в Умео (которое хотело сохранить VK как либеральную и вольнодумную газету) газета была впервые продана небольшой полиграфической фирме Folk och Samhälle (люди и общество), а затем, около 1978 года, — Stiftelsen VK-Press (VK-Пресс-фонд).

## Современность
В 1982 году VK купила землю в промышленной зоне Västerslätt для строительства новой типографии и получила новый импульс, когда Dagens Nyheter («Ежедневные новости») решила разрешить своему норрландскому изданию печататься там. Типография была открыта осенью 1984 года, и через несколько лет, в 1988 году, они открыли также другую типографию в том же районе.
В 1990-х и 2000-х годах VK конкурировала с Norrländska Socialdemokraten (НРД, социал-демократы Норрланда) из Лулу за звание крупнейшей ежедневной газеты в Норрланде. VK также стала владельцем контрольного пакета акций своего конкурента Västerbottens Folkblad. В 2003 году VK приобрела журнал Nöjesmagasinet City — бесплатный журнал, сосредоточенный на развлечения, тенденциях и образе жизни, который публиковался в различных изданиях для Умео, Зундсваля и Лулу.
В 1997 году редактором Томом Юслином был открыт сайт VK.se. Он дважды (в 2007 и 2008 годах) номинировался на премию Stora Journalistpriset в категории «Инноватор года».

## VK Guldet
С 1937 года газета ежегодно награждает лучших спортсменов или спортсменок из Вестерботтена так называемой VK-guldet (VK-золото). Среди награждённых были Ингемар Стенмарк, Аня Персон, Марта Виейра да Силва.